# Super-Kamiokande

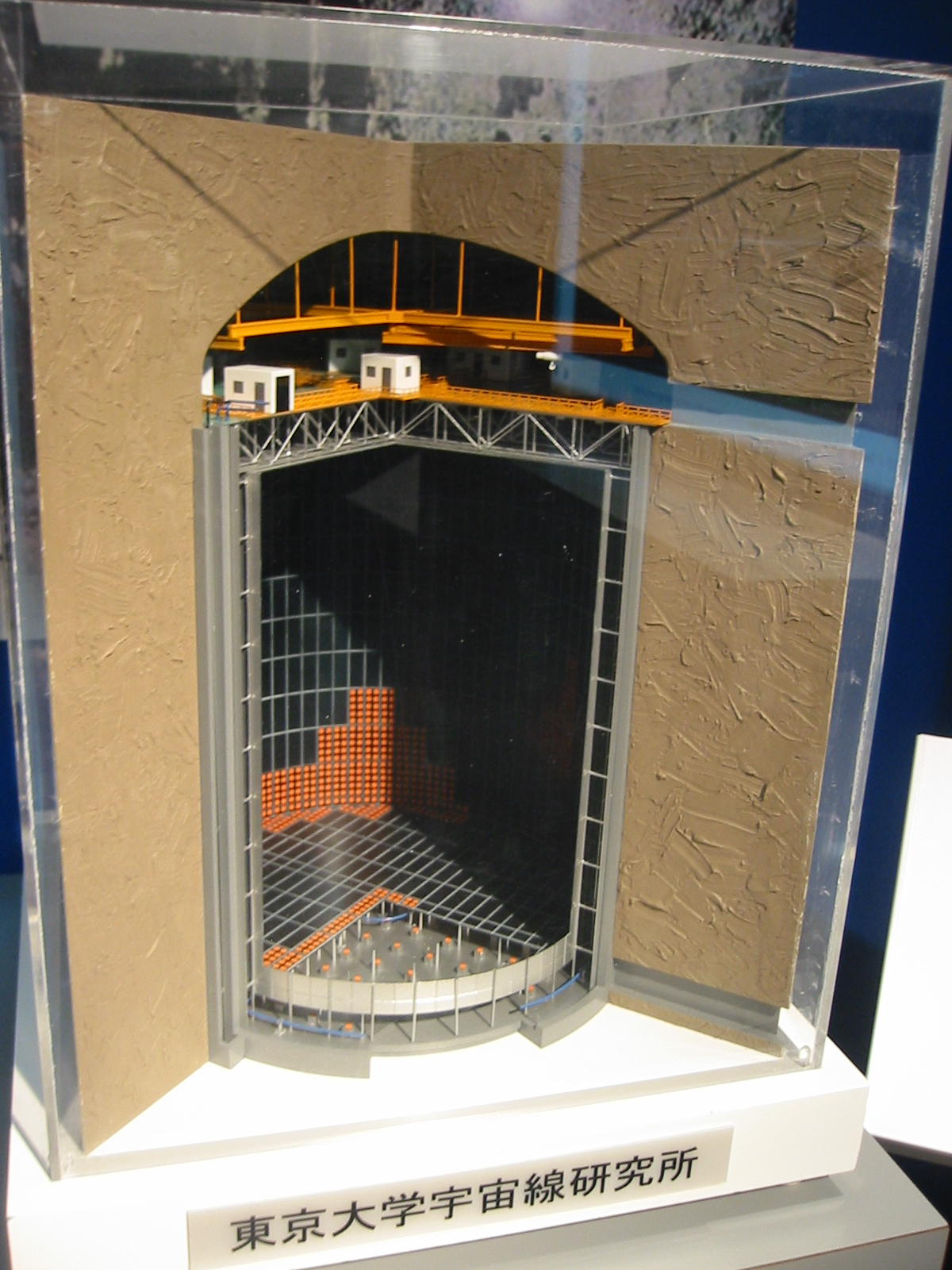
A Super-Kamiokande modellje

A Super-Kamiokande neutrínóobszervatórium Japánban. A napneutrínók, a légköri neutrínók és a protonbomlás tanulmányozására építették, de alkalmas a Tejútrendszeren belüli szupernóvákból származó neutrínók észlelésére is.

## Felépítése
A Super-Kamiokande 1000 méterrel a földfelszín alatt helyezkedik el a Mozumi bányában (Kamioka Mining and Smelting Co.), Japán Gifu megyéjében. 50000 tonna tiszta vizet tartalmaz melyet nagyjából 11 146 darab 20 hüvelyk átmérőjű fotoelektron-sokszorozó vesz körbe. (A vizet a kitűnő ár/törésmutató arány miatt használják.) Henger alakú, mely 42 m magas és 39 m átmérőjű. A neutrínó a víz egy atommagjának protonjával vagy neutronával kölcsönhatásba lépve létrehozhat egy a fény vízbeli sebességnél gyorsabban (természetesen azért ez lassabb mint a vákuumbeli fénysebesség) mozgó részecskét: müont vagy elektront. Az így keletkezett részecske Cserenkov-sugárzását figyelik a fotoelektron-sokszorozók. A gyors részecske egy kúp alakban bocsát ki fényt, melynek a vetületét észleljük a tartály falán (ábra). A különböző felvillanásmintázatokból derül ki a bejövő neutrínó iránya és típusa (íze).
Hogy ne zavarják az eredményt a kívülről jövő részecskéket (átfutó müon; falból jövő neutron és foton) egy külső detektor figyeli (vétó), amely 2 méter vastag vízfalból áll, melyet 1857 darab 8 hüvelyk átmérőjű fotoelektron-sokszorozó figyel.

## A detektálás alapja
A detektor a belül keletkező nagy energiájú elektronokat és müonokat (beleértve antirészecskéiket is) figyeli.
A fent említett részecskék a következő reakciókban keletkeznek:
{\displaystyle \nu _{e}+n\rightarrow e^{-}+p\qquad {\bar {\nu _{e}}}+p\rightarrow e^{+}+n}
{\displaystyle \nu _{\mu }+n\rightarrow \mu ^{-}+p\qquad {\bar {\nu _{\mu }}}+p\rightarrow \mu ^{+}+n}
(Az első kettőt nevezzük béta-bomlásnak illetve inverz-béta-bomlásnak)
Egy tipikus esemény lehet a következő (zárójelben a részecskék energiái):
{\displaystyle \nu _{\mu }(481\mathrm {MeV} )\rightarrow \mu (394\mathrm {MeV} )\rightarrow e(52\mathrm {MeV} )} (a kapcsolódó ábra ennek az oldalnak az első ábrája)
Először a müonneutrínó nukleonnal ütközik, amelyből müon keletkezik, amely Cserenkov-sugárzást bocsát ki. A müon lelassul, és rövid idő múlva elbomlik elektronná, amely szintén Cserenkov-sugárzást bocsát ki. A részecske és antirészecske között nem tud különbséget tenni a detektor.

## Története
1982-ben kezdődött meg az elődjének, a Kamioka obszervatóriumnak (Tokiói Egyetem) az építése és 1983 áprilisában lett kész. Célja a proton bomlásának vizsgálata volt, mely a részecskefizika egyik legalapvetőbb kérdése. (Eddig úgy tűnik, a proton stabil, vagy rendkívül hosszú élettartamú.)
A detektort, amelyet KAMIOKANDE névre keresztelték (Kamioka Nucleon Decay Experiment), egy olyan tartály volt, mely 3000 tonna tiszta vizet tartalmazott, melyet 1000 fotoelektron-sokszorozó cső (PMT) figyelt. A henger alakú tartály 16,0 m magas és 15,6 m átmérőjű volt.
1985-ben kezdődött a detektor átépítése, hogy kozmikus eredetű neutrínókat is észlelni tudjon. Ennek eredményeképpen a detektor sokkal érzékenyebb lett, és sikerült észlelnie az 1987-ben a Nagy Magellán-felhőben felrobbant szupernóva (SN 1987A) által létrehozott neutrínókat. 1988-ban napneutrínókat is észlelt, mely előrelépést jelentett a neutrínócsillagászatban.
A Kamiokandénak nem sikerült proton bomlást észlelnie, amiből a proton élettartamra alsó becslést lehetett adni.
Jobb hatásfokú neutrínóészleléshez és a protonbomlás további vizsgálatához nagyobb érzékenységre volt szükség. Ez vezetett a tizszer nagyobb térfogatú Super-Kamiokande megépítéséhez, mely 1996-ban kezdte meg működését.
A Super-Kamiokande együttműködés 1998-ban jelentette be első eredményét a neutrínóoszcilláció létezésére, melynek következménye az, hogy kell lennie nem nulla tömegű neutrínónak (a három típus között).  Ezelőtt egyetlen kísérlet sem zárta ki, hogy a neutrínóknak nulla a tömegük.
2001. november 12-én több ezer fotoelektron-sokszorozó láncreakciószerűen berobbant. (A berobbanó detektorok nyomáshulláma összetörte a szomszédos detektorokat is.) A detektort részben újjáépítették nagyjából 5000 olyan fotoelektron-sokszorozóval, amelynek a burkolata megakadályozza a láncreakció megismétlődését.

## Külső hivatkozások
- A hivatalos Super-Kamiokande honlap Archiválva 2009. szeptember 5-i dátummal a Wayback Machine-ben – Fotók a honlapon
- Remek képek neutrínó eseményekről magyarázattal
- Amerikai Super-K honlap
- Részletek a 2001. november 12-ei balesetről. Archiválva 2004. augusztus 7-i dátummal a Wayback Machine-ben
- The neutrino mass implications of the K2K experiment Google search